# Inhibitor selectiv al recaptării de serotonină
Inhibitorii selectivi ai recaptării de serotonină (prescurtați ISRS) sunt o clasă de medicamente utilizate în general ca antidepresive, în tratamentul tulburării depresive majore, a anxietății și a altor condiții psihologice. Aceștia acționează crescând nivelele extracelulare de serotonină, un neurotransmițător, blocând procesul de recaptare la nivelul celulei presinaptice. Selectivitatea agenților este variabilă asupra altor transportori pentru monoamine, însă IRSS puri au afinitate crescută pentru transportorul serotoninei (denumit și SERT) și afinitate mică sau absentă pentru transportorii noradrenalinei (NET) și dopaminei (DAT).

## Reprezentanți

### Utilizate clinic

#### Antidepresive
- Citalopram (Celexa)
- Escitalopram (Lexapro)
- Fluoxetină (Prozac)
- Fluvoxamină (Luvox)
- Paroxetină (Paxil, Seroxat)
- Sertralină (Zoloft)

#### Altele
- Dapoxetină (Priligy) - tratamentul ejaculării precoce

### Retrase din uz

#### Antidepresive
- Indalpină (Upstène)
- Zimelidină (Zelmid)